# IS-IS
Intermediate system to intermediate system (IS-IS) är ett routingprotokoll som används av routrar för att bestämma den bästa vägen att skicka datagram eller paket genom ett paketbaserat nätverk, en process som kallas för routing.

## Beskrivning
IS-IS är ett Interior Gateway Protocol (IGP) vilket betyder att det är menat att användas inom en administrativ domän eller ett nätverk. Det är inte menat att användas mellan olika administrativa domäner, ett arbete som Border Gateway Protocol, BGP, är konstruerat för att göra. 
IS-IS är ett länkstatusprotokoll vilket betyder att det arbetar genom att skicka topologisk information genom ett nätverk av routers. Varje router skapar sedan, var för sig, en bild över nätverkets topologi. Paket eller datagram skickas sedan den, ur topologisk synvinkel, bästa vägen.
IS-IS använder precis som OSPF Dijkstras algoritm för att hitta den bästa vägen genom nätverket.

## Historia
IS-IS utvecklades av Internationella teleunionen, ITU, för att kommunicera mellan nätverksenheter vilka kallas för "intermediate systems" i motsats till slutpunkts- eller värdutrustning. Syftet med IS-IS var att möjliggöra routingen av datagram i den ITU-utvecklade OSI-protokollstacken som kallas för CLNS.
IS-IS utvecklades ungefär samtidigt som Internet Engineering Task Force, IETF, utvecklade OSPF. IS-IS utökades senare till att också kunna routa datagram som innehåller IP-paket, det vanligaste paketformatet på internet.
OSPF blev det ledande IGP-routingprotokollet, särskilt inom företag, i motsats till IS-IS som förblev i stort sett okänt för många nätverkstekniker och användes uteslutande i stora nätverk. IS-IS har dock blivit mer känt under de senare åren och har blivit ett alternativ till OSPF för företag.

## Jämförelse med OSPF
Både IS-IS och OSPF är länkstatusprotokoll och båda använder Dijkstras algoritm för att beräkna den bästa vägen genom ett nätverk. Resultatet av detta är att de konceptuellt är mycket lika. Båda har stöd för variabla längder på subnätmasken, VLSM (CIDR). Båda kan också använda multicast för att hitta sina grannar med hello-meddelanden, de ger båda stöd för att autentisering av uppdateringsmeddelanden.
OSPF är skapat för att routa IP-trafik och är själv ett lager fyra-protokoll som körs ovanpå IP medan IS-IS är konstruerat för ett ISO CLNS-protokoll. IS-IS använder därför inte IP för att bära routinginformation.
IS-IS bygger en topologisk representation av nätverket. Denna karta indikerar vilka IP-subnät varje IS-IS-router kan nå och den lägsta kostnaden för att nå dessa IP-subnät som används för att skicka trafik.
IS-IS skiljer sig också från OSPF på sättet som den skickar topologi och topologiförändringar genom nätverket men grundkoncepten är lika.
Slutligen så är OSPF mer populärt eftersom detta protokoll har en större uppsättning utökningar och finesser. Många hävdar att IS-IS är mindre pratigt och skalar bättre i större nätverk.
TCP/IP-implementationen beskrivs i RFC 1195. IS-IS var från början defenierat i ISO 10589.